# AvantGo
AvantGo war ein Online-Dienst, mit dem Meldungen/eNews auf einen PDA oder ein Smartphone übertragen und angezeigt werden konnten. Unter den Nutzern waren Anfang des Jahrtausends viele Großunternehmen.

## Verfahren
Der Nutzer konnte einzelne – spezielle auf den Dienst zugeschnittene – Kanäle abonnieren und bekam dann aktuelle Meldungen aus verschiedenen Bereichen auf den PDA. Unternehmen wie CNN, Financial Times oder die ARD erstellten die Meldungen, während AvantGo sie nach Nutzeranforderung selektiv weiter verteilte. Die Datenübertragung zum PDA erfolgte per Datenabgleich über einen Desktop-PC. So konnte der Nutzer morgens zu Hause die neuen Nachrichten laden und sie später unterwegs auf dem Offlinebrowser lesen. In späteren Versionen war der Datenabgleich auch unterwegs über Handy/WLAN möglich.
AvantGo war für den privaten Gebrauch kostenlos für die Betriebssysteme Windows CE, Palm OS und Symbian verfügbar, es stand aber auch eine kostenpflichtige Version für „Power User“ zur Verfügung. Die Anwendung konnte auch als Web-Browser verwendet werden.
Mit der kostenlosen Version hatte man ein Datenvolumen in einer Gesamtsumme von bis zu 2 MB, die auf die verschiedenen gewünschten Kanäle aufgeteilt werden konnten. Die kostenpflichtige Version war mit bis zu 8 MB ausgestattet.

## AvantGo, Inc.
Die hinter dem Service stehende gleichnamige US-amerikanische Firma AvantGo, Inc. wurde 1997 gegründet, ging 2000 an die NASDAQ-Börse und hatte ihren Hauptsitz im kalifornischen Hayward.
Das Unternehmen war vor allem für den für Endverbraucher kostenlosen Dienst, der Ende 2002 sieben Millionen Nutzer hatte, bekannt. Der Dienst war ursprünglich als Marketinginstrument geplant, um Backendlösungen anbieten zu können. Wegen der allgemeinen Investitionszurückhaltung im Zusammenhang mit dem Platzen der Dotcom-Blase blieben die Geschäfte hinter den Erwartungen. 2002 kam das Unternehmen in finanzielle Schwierigkeiten, musste 40 Prozent der Belegschaft entlassen. Wegen des stark gefallenen Aktienkurses musste AvantGo bei der Nasdaq von dem Markt für Standardwerte zu den Small Caps wechseln. 2003 wurde AvantGo von Sybase für 38 Millionen Dollar übernommen und in die Sparte iAnywhere eingegliedert.
Am 30. Juni 2009 ist der mobile Dienst für Webcontent von AvantGo eingestellt worden. Der Anbieter zog sich aber nicht vollkommen zurück, er bot eine Alternative mit dem Namen Snac unter mysnacs.com an. Diese fokussierte sich aber auf Blackberrys und einige Windows Mobile Geräte. Der Vorgänger von Windows Mobile (Pocket PCs) wurde nicht unterstützt, ebenso wenig wie Palm-OS-Geräte.

## Alternativen
Ein alternatives Programm für den Empfang von eNews für aktuelle Handheld-Geräte ist Mobipocket. Das Open-Source-Programm Plucker ermöglicht ebenfalls den Empfang von beliebigen Kanälen auf PDAs – auch für ältere Geräte.
Mit dem kostenpflichtigen Programm „World off-line“ von Sunnysoft können Internetseiten heruntergeladen und im MS Internet Explorer betrachtet werden.

## Belege
1. ↑  AvantGo (Memento vom 23. Juni 2003 im Internet Archive)
2. ↑  Carsten Scheibe: Immer auf den Punkt informiert. In: stern.de. 28. September 2001, abgerufen am 1. Februar 2024.
3. ↑  Inhalte für mobile Helfer: Avantgo 2005.
4. ↑  Sybase will AvantGo übernehmen.
5. ↑  AvantGos CEO tritt zurück.
6. ↑  Sybase will AvantGo übernehmen.
7. ↑  Snac. In: mysnacs.com. Ehemals im Original (nicht mehr online verfügbar); abgerufen am 5. Juni 2009. (Seite nicht mehr abrufbar. Suche in Webarchiven)